# Врело Белосавац
Врело Белосавац избија испод кречњачких одсека Тугаве (449м.н.в.). Надморска висина на којој врело извире је 290m и има изглед мањег језера неправилног облика.
Налази се западно од Жагубице око 2,5km. Вода овог врела је бистра и кристално чиста, а мути се веома ретко и доста је постојано. Због тога је врело каптирано и вода се користи за водоснабдевање два насеља, Жагубице и Сувог Дола. Такође се воде Врела Белосавац користе и за рибњак пастрмке који се налази у непосредној близини. Због своје близине Жагубици и прелепе природе која га окружује представља потенцијалну туристичку атракцију, само се треба много више улагати у његово сређивање и одржавање.